# Barpugletscher
Der Barpugletscher befindet sich im westlichen Karakorum im pakistanischen Sonderterritorium Gilgit-Baltistan.

## Lage
Der Barpugletscher hat eine Länge von 25 km. Der 10 Kilometer lange obere Abschnitt des Gletschers, oberhalb der Einmündung des Sumayar-Bar-Gletscher von rechts, heißt auch „Miargletscher“. Der Barpugletscher strömt anfangs in nördlicher Richtung durch den nördlichen Teil der Rakaposhi-Haramosh-Berge. Das Nährgebiet des Barpugletschers bildet der Nordhang des Phuparash. Der Barpugletscher wendet sich auf den letzten 5 Kilometern allmählich nach Nordwesten und endet an der Ostseite des Bualtargletschers. Der Bualtargletscher erreicht nach weiteren 5 km nördlich der Siedlung Hopar Nagar den Fluss Hispar.